# Страта (роман)
«Страта» (оригінальна назва — рос. Казнь) — роман українських письменників Марини та Сергія Дяченків;  опублікований у видавництві «АСТ» 1999 року.

## Опис книги

### Польща
«Кара» — це поєднання психологічної і фантастичної повістей — Дяченки люблять ставити своїх героїв в екстримальні ситуації і споглядати, чи здадуть вони екзамен на людяність
Відома письменниця, що пише фентезійні повісті, розведена, її викликають спеціальні служби — її колишній чоловік працював над таємним проектом побудови альтернативних світів і в одній із таких проєкцій застряг. Письменниця має його звідти витягнути. Неохоче але погоджується і так починається її випробування. В альтернативному світі, що створено уявою її «колишнього» є звинувачена у серійному вбиивстві і засуджена на смерть. Виконавцем має бути вампір, тобто особа, що залежна від гемоглобіну. І так героїня попадає у павутину інтриг, що сплетена хворою уявою її чоловіка.
А це тільки перший із тих світів — переходи до яких сховані у місцях, що можуть бити знайдені тільки письменницею. Починається гонитва за «творцем»...

### Росія
Ірена Хміль, що видумує історії, подорожує дорогою світів, що створені геніальний божевільним — її колишнім чоловіком. Щоб вернутись, жінці потрібно знайти самого творця, і лише від неї залежить доля людей, котрих вона зустріне на своєму шляху. Можна, напевно, зробити ще один крок. От тільки яким буде наступний світ? Вибір, вічний вибір між вчинком і бездіяльністю, любов'ю і ненавистю...

### Україна
...Письменниця Ірена Хміль потрапляє в лабіринт світів, створених таємничим Моделятором — її колишнім чоловіком, геніальним винахідником. Вона розуміє, що треба рішуче втрутитись, бо «творіння» безумця вже не контролюється його волею і може спричинити катастрофу, яка зруйнує світ...

## Цитати з роману
|   | Нарешті, Анджей зморщився, наче від кислятини. Встав із келихом у руці; за столом запанувало напружене мовчання. Анджей обвів присутніх похмурим поглядом — і запитав, нервово постукуючи кісточками пальців по краю столу: — До речі, а що ви думаєте про смертну кару?.. З того часу ця фраза стала на курсі паролем. Коли не було що казати, питили, багатозначно переглядуючись: «А що ви думаєте про смертну кару?..» Оригінальний текст (рос.) Наконец, Анджей поморщился, как от кислятины. Встал с бокалом в руке; за столом воцарилось напряженное молчание. Анджей обвел присутствующих угрюмым взглядом — и спросил, нервно постукивая костяшками пальцев по краю стола: — Кстати, а что вы думаете о смертной казни?.. С тех пор эта фраза стала на курсе паролем. Когда сказать было нечего, спрашивали, многозначительно переглядываясь: «А что вы думаете о смертной казни?..» |
| — | |

|   | — Ти — Хміль. Все, що я роблю — в ім'я тебе і хмелю... Оригінальний текст (рос.) — Ты — Хмель. Всё, что я делаю — во имя тебя и во хмелю... |
| — | |

## Нагороди
- 1999 — увійшов у 10-ку першого всеукраїнського конкурсу гостросюжетного роману «Золотий Бабай» (український переклад роману)
- 1999 — неофіційна премія «Мармуровий фавн», категорія «Роман» (номінація)
- 2000 — премія «Мандрівник», нагорода «Велика форма (романи)» (перемога)
- 2000 — приз читацьких симпатій «Сігма-Ф», категорія «Велика форма (романи)» (перемога)

## Видання
- 1999 рік — видавництво «АСТ». (рос.)
- 2001 рік — видавництво «Олма-пресс». (рос.)
- 2004 рік — видавництво «Эксмо». (рос.)
- 2006 рік — видавництво «Solaris» (назва — пол. Kaźń). (пол.)
- 2006 рік — видавництво «Эксмо». (рос.)
- 2006 рік — видавництво «Эксмо» (Збірка «Петля доріг»). (рос.)

## Переклад українською
У 1999 році, роман «Страта» в авторському перекладі Дяченків українською мовою ввійшов до десятки романів-лауреатів першого всеукраїнського конкурсу гостросюжетного роману «Золотий Бабай». Кращим на конкурсі «Золотий Бабай» був визнаний роман Василя Шкляра «Ключ» і видання лише цього роману проспонсорувало керівництва конкурсу. А переклад роману "Страта" українською з'явився лише через 18 років, у 2017, у харківському видавництві Фоліо.
- Сергій та Марина Дячинки. Страта. Переклад з російської: Віктор Бойко; художник-ілюстратор: Ю. Нікітін; художник-оформлювач: Н. Галавур. Харків: Фоліо, 2017. 349 стор. ISBN 978-966-03-7744-8 (серія "Світи Марини та Сергія Дяченків", том 1)